# 燃えよドラゴン
『燃えよドラゴン』（もえよドラゴン、英題：Enter the Dragon、中国語題名：龍爭虎鬥、日本では「龍争虎闘」とも）は、1973年に公開されたブルース・リー主演のカンフー映画。
ゴールデン・ハーベストの傘下でリーが主宰するコンコルド・プロダクション（香港）とワーナー・ブラザース（アメリカ）の合作を経て1973年に公開され、世界各国で大ヒットとなった。リーとカンフーが世界的なブームとなり、多くのフォロワーが生まれた作品である。2004年にはアメリカ国立フィルム登録簿に永久保存登録された。
配給およびソフト化の権利は、欧米と日本、韓国ではワーナー、前述の2国以外のアジア（香港、中国、台湾など）ではゴールデン・ハーベスト（1993年からスターTVに移行）が保有する。

## ストーリー
少林寺の高弟で武術の達人であるリー（ブルース・リー）は国際情報局のブレイスウェイト（ジェフリー・ウィークス）にかつて同じく少林寺で武術を学びながらも悪の道に手を染め破門となったハン（シー・キエン）が所有する島で3年に1度開催する武術トーナメントの参加を依頼される。トーナメントの参加は表向きで、犯罪行為の疑いがあるハンの島の内偵をして欲しいという依頼に対してリーは消極的であったが、帰郷した際に父から、数年前に妹スー・リン（アンジェラ・マオ）がハンの屈強な手下オハラ（ボブ・ウォール）と仲間達によって追い詰められた末に自害を遂げたことを聞き、ハンへの復讐を誓う。
武術トーナメントに参加する格闘家の中には借金を重ねマフィアに追われているローパー（ジョン・サクソン）、職務質問してきた警官を暴行し半ば逃亡状態のウィリアムズ（ジム・ケリー）も居た。到着した招待客を迎えるのは金髪の美人（アーナ・カプリ）と、ハンの弟子で筋骨隆々の男ボロ（ヤン・スエ）。島は要塞化されており、広大なコートでは大勢の男達が武術の訓練を行っていた。トーナメント前夜の祝宴は至れり尽くせりであったが、リー、ローパー、そしてウィリアムズは徐々にハンに対する不信感を募らせる。祝宴も終わり、リーは夜を過ごす相手として祝宴会場で見かけたメイ・リン（ベティ・チュン）を指名。彼女は数か月前よりハンの島に潜り込んでいた諜報員だった。その夜、メイはリーにハンに呼び出された女性が次の日から忽然と姿を消すことを伝える。
翌日、トーナメントがハンの号令により開始され、ウィリアムズとローパーがそれぞれ出場し、勝ち進んでいく。夜になり、内偵を進めていたリーは警備員達に捕まりそうになるが何とか逃げ切る。それを偶然外で稽古をしていたウィリアムズが目撃していた。トーナメントが再開されリーの出番になるが、その相手は宿敵のオハラだった。リーはオハラを圧倒し打ち倒す。審判がオハラの安否を確かめたが、既に事切れていた。その後ウィリアムズがハンに呼び出され、前夜の外出を警備員に目撃されていたことから内偵を疑われ追及される。島に嫌気がさしたウィリアムズはハンに反抗するが、金属の義手を持つハンになぶり殺されてしまう。次にハンに呼び出されたローパーは、島の地下にある阿片工場の内部を案内され、部下になることを切り出される。トーナメントの目的は世界で活動出来る部下を探すためであった。途中、労働力のために連れて来られた囚人達の姿がローパーの目に止まった。答えを渋るローパーの目の前に待っていたのはウィリアムズの死体だった。ローパーは服従を誓うしかなかった。その夜内偵を続けていたリーは麻薬工場などの様々な犯罪の証拠を発見、情報局に向けて信号を送ることに成功するがハンの手下達に追われ、攻防の末ハンに捕まってしまう。
翌日、ローパーを待っていたのは囚われの身となったリーであった。ローパーは見せしめとしてリーと闘うことを命じられ、断ると代わりにボロと闘うことになった。激闘の末、ボロを倒したローパー。怒り狂ったハンは手下達にリーとローパーを殺すよう命じる。襲い掛かる手下達を次々と倒していくリーとローパー。その時メイが解放した囚人達が手下達目掛けて向かってきた。形勢不利と感じ義手を金属の爪に替えながら逃げるハン、それを追うリー。いよいよ最後の対決となり、リーはハンを打ち倒す。

## キャスト
| 役名             | 俳優                            | 日本語吹替                                                              | 日本語吹替                                 |
| 役名             | 俳優                            | テレビ朝日版                                                            | TBS版 （追加収録版）                       |
| ---------------- | ------------------------------- | ----------------------------------------------------------------------- | ------------------------------------------ |
| リー             | ブルース・リー                  | 富山敬                                                                  | 谷口節 （小杉十郎太）                      |
| ローパー         | ジョン・サクソン                | 内海賢二                                                                | 堀勝之祐                                   |
| ハン             | シー・キエン（声/ケイ・ルーク） | 田口計                                                                  | 小林修 （森田了介）                        |
| ウイリアムス     | ジム・ケリー                    | 堀勝之祐                                                                | 大塚芳忠                                   |
| タニア           | アーナ・カプリ                  | 應蘭芳                                                                  | 滝沢久美子                                 |
| オハラ           | ボブ・ウォール                  | 細井重之                                                                | 広瀬正志                                   |
| メイ・リン       | ベティ・チュン                  | 吉田理保子                                                              | 佐々木るん                                 |
| スー・リン       | アンジェラ・マオ                | 小宮和枝                                                                | 吉田美保                                   |
| ブレイスウェイト | ジェフリー・ウィークス          | 川久保潔                                                                | 中庸助                                     |
| ボロ             | ヤン・スエ                      | 玄田哲章                                                                | 島香裕                                     |
| パーソンズ       | ピーター・アーチャー            | 野島昭生                                                                | 大塚明夫                                   |
| 少年             | トン・ワイ                      | 水島裕                                                                  | 桜井敏治                                   |
| リーの父         | ホー・リー・ヤン                | 杉田俊也                                                                | 北村弘一                                   |
| その他           |                                 | 村松康雄 弥永和子 田中康郎 石丸博也 広瀬正志 有馬瑞香 小林由利 平隆有子 | 叶木翔子 秋元羊介 小室正幸 鈴木勝美 斉藤茂 |

- テレビ朝日版：1979年10月14日『日曜洋画劇場』 BD収録
- TBS版吹替：1989年3月7日『火曜ロードショー』DVD、UMD、BD収録（約93分）

※TBS版は2016年12月26日にWOWOWにて、北京語版をベースにカット部分を同じ声優（一部代役）で追加録音したものが放送。

## スタッフ
- 監督：ロバート・クローズ
- 製作：フレッド・ワイントロープ、ポール・ヘラー
- 共同製作：レイモンド・チョウ
- 音楽：ラロ・シフリン
- 脚本：マイケル・オーリン
- 武術指導：ブルース・リー、ラム・チェンイン

### 日本語吹替版スタッフ
- 日本語字幕：高瀬鎮夫

|          | テレビ朝日版                    | TBS版 （追加収録版）              |
| -------- | ------------------------------- | --------------------------------- |
| 演出     | 高桑慎一郎                      | 蕨南勝之                          |
| 翻訳     | 宇津木道子                      | 岩佐幸子 （川井田ひろみ）         |
| 調整     | 山田太平                        | オムニバス・ジャパン              |
| 効果     | 東上別符精 サウンドハーモニー   | リレーション                      |
| 解説     | 淀川長治                        | 小堺一機                          |
| 制作     | 日米通信社                      | TBS 東北新社                      |
| 初回放送 | 1979年10月14日 『日曜洋画劇場』 | 1989年3月7日 『火曜ロードショー』 |

## 製作
本作のアクションはそれまでの主演作の総決算的な要素があり、李三脚（『ドラゴン危機一発』）、連環八腿（『ドラゴン怒りの鉄拳』）、ヌンチャク（『怒りの鉄拳』以降全作）、長棍（『ドラゴンへの道』）、カリ（『死亡遊戯』）、ユン・ワーのスタントによるアクロバットアクション（『怒りの鉄拳』）、血舐め（『危機一発』）等、ブルース・リーアクションのエッセンスが凝縮されている。
ブルース・リーは監督のロバート・クローズに、「この映画の出来を気にしているのは、あなたと私だけだ」と語った。
主演のブルース・リーとジョン・サクソンはストーリーを含む、台詞の改変を認められる契約を結んでいた。特にリーの出番や台詞は殆どブルース・リーがホー・シュンリンと共に手直しをしている。
リーの主演映画は北京語版も英語吹替版も、当時の香港映画の通例どおり全て声優による吹替だが、本作の英語版のセリフは全てリー本人の肉声である。
本作の音声は同時録音もされていたが、完成作品はオールアフレコになっており、同録音源はのちに行方不明となった。
当初、撮影はリーたっての希望で西本正（賀蘭山）が担当することになっていたが、監督のクローズとの意思疎通に不安を感じ、その旨、リーに伝えると、「自分が間に立ってあなたの意思を尊重する」と全面バックアップを約束したが、今度はクローズの方が同じ不安を感じ、英語が出来るキャメラマンへの交代を要求、西本はこれを受け入れる。リーは西本に深く謝罪し、「この埋め合わせはします。次の『死亡遊戯』の残り分は是非お願いします。」といい、西本も快諾する。リーの心配をよそに西本は100%ギャラを保証された解任を喜んでいた。
西本の代わりに撮影を担当したギルバート・ハッブスはパナビジョンはおろか、35ミリフィルムすら回したこともない、主にドキュメンタリー作品を中心にかかわっていた人物でその手腕にリーは不安を感じていたが、手持ちカメラを多用した大乱闘の場面でその力量を如何なく発揮した。
本作は一連のブルース・リー主演作（含、『死亡遊戯』）で唯一、ほぼ全編をテクニカラー、パナビジョンで撮影している。また唯一、香港が舞台になっている。
第1編集権はリーが持っており、香港GH社の編集室でチャン・ヤオ・チュン、チャオ・シャオ・ロン、ワン・ピン等と共に編集、録音、効果音等の作業を行う。本作がオールアフレコ作品になったのは当時、GH社にシンクロナイザーが導入されていなかったためである。また、効果音はGH社のライブラリーから使用されているので他の主演作と違和感のない雰囲気を醸し出している。また、本作のアフレコ中にリーは意識を失い卒倒、蘇生術で九死に一生を得るというアクシデントに見舞われた。そうして作られたリーの編集版を元に最終編集権を持つワーナーが方丈とのシーンをカットして公開した。

### 初期シノプシスからの変更について
公表されている脚本第1稿よりも前に、マイケル・オーリンがブルース・リーの関与なしにまとめたプロットがあった。
そこでは、ジョン・サクソン演じるローパーが「最強の男」であることが明確にされており、終盤にハンと戦うのはリーでなくローパーになっている。大筋は完成版にも残されていて、ハンがリーではなくローパーに目をつけ仲間に引き入れようとしている点や、クライマックス前に捕えられたリーをローパーに殺させようとする場面がそのまま脚本になっている。
元々はこの葛藤の後、ローパーの代わりに指名されたボロがリーと戦い、リーが勝った後、激怒したハンとローパーが戦うことになっていた。リーのほうは中盤にオハラを倒した時点で姉の仇を打っているのだから、このラストシーンではローパーこそが旧友ウィリアムスを殺された復讐を遂げるためにハンを倒し、物語に決着がつくはずだった。のちにブルース・リーが脚本づくりに関わってから、ハンが少林寺の裏切り者という設定を加え、最後のリー対ハンの果たし合いに意義を持たせている。
このように元のプロットを残したまま主人公をローパーからリーに切り替えたことで、前半からして夜な夜な部屋を抜け出す「最強の男」リーにハンがまるで着目せず、ローパーにばかり関心を寄せるという不自然な流れを生んだ。毎晩リーの部屋に一緒にいたはずのメイ・リンが、真相発覚後もハンに処罰されないという矛盾も生じた。脚本家のオーリンは当然反発し、リーとの不仲も製作の初期段階から決定的なものになっていた。しかし、のちにユン・ピョウが「ブルース・リーの映画は彼のワンマンショー。彼以外の要素は無に等しい。」とコメントした通り、物語における矛盾も不自然さも、リーの圧倒的な存在感と迫力により観客の心を遠ざけるものではなかった。
製作のポール・ヘラーがメイキングインタビューでコメントしたところによれば、発想の下敷きとして挙げられるのは彼が少年時代に呼んだコミック『Terry and the Pirates』が「セット造りの参考になった」だけで、それ以外には参考にした別作品の題名は関係者の口から一切言及されていない。「鏡の間」の元ネタとして指摘されることがある、ビリー・ワイルダー監督の『お熱いのがお好き』も、本作のロバート・クローズ監督が「知らないし観ていない」と否定している。

### 主人公・リーの家族関係
スー・リンの死因を語る老人は「リーの父親」と言われているが、劇中では「Old Man」と呼ばれており、親子関係が確認できる場面はない。英語版で彼はリーに「Mother(母)」と「Sister(姉、または妹)」の墓参りをするよう促すが、「Wife(妻)」と「Daughter(娘)」とは言っていない。彼のリーやスー・リンに対する所作、立居振舞いは父というより僕人に近く、その僕人に対しても恭しく接する主人公、リーのスタンス、キャラクターが描かれていると考える方が自然である。ただし、どちらも確証はない。
スー・リンは日本語版では妹とされているが、オリジナル北京語版では明確に姉(姊々)であることを言及している。しかし、エンドクレジットではなぜか役名が「蘇琳(スー・リン)」或いは「李姊」ではなく、「李妹」となっており、これが誤解を招く一因にもなっている。

### 役者について
- ハン役のシー・キエンは少林拳の達人で、当時60歳近くでありながらリーとの格闘シーンをほぼノースタントで演じている[注 13]。リーとは共演歴こそないものの、幼少期の子役時代から叔父貴と慕われていた。
- 英語版のハンの声を担当したのは中国系アメリカ人のケイ・ルークで、彼は実写版『グリーン・ホーネット』の初代カトー役であり、リーが企画し、主演するつもりでいた『燃えよ! カンフー』のマスター・ポー役、さらには、リーのハリウッドデビュー作になる予定だったTVシリーズ『チャーリー・チャンの息子（Number one son）』[注 14]を映画で最初に演じた人物でリーとは浅からぬ縁がある。また、ルークは老人[注 15]の声も演じている。
- オハラ役のボブ・ウォールは、チャック・ノリスの親友で、前作『ドラゴンへの道』でノリスに誘われて悪役を演じたのが評判となり、続けての映画出演している。また、後に『死亡遊戯』にも出演している。
- 『ドラゴン危機一発』『ドラゴン怒りの鉄拳』『ドラゴンへの道』と、ブルース・リーの一連の香港作品で共演しているトニー・リュウが、試合でローパーと対戦する役を演じている。
- サモ・ハン・キンポーがオープニングのスパーリング相手として出演している。冒頭のリーとサモ・ハンの格闘シーンは、全ての撮影が終了した後にリーがセッティング、監督した。リーが発案したオープンフィンガーグローブをお互いが装着し、打撃戦で始まり三船久蔵の裏固[8]で終了するシーンはのちの総合格闘技の原型になった。このシーンの撮影はチャールズ・ロウが担当した。因みに、最後に撮影されたシーンということであって、死期の迫ったリーの裸身は、明らかに本編格闘シーンのそれに比べて痩せているのが見て取れる。
- ジャッキー・チェンがリーに地下基地で首を折られ、別カットでは長棍で顔を攻撃される衛兵役、最後にヌンチャクで殴られ、プールに落ちる役として出演、この際、リーのヌンチャクが諸にジャッキーの顔面を捉え、その紫色に腫れ上がった顔を見るたびにリーはジャッキーに謝罪した。
- ユン・ピョウ（元彪）も2カット出演している[注 16]。
- オープニングとオハラ戦におけるリーの後方空中回転キックのスタントは、『イースタン・コンドル』や『サイクロンZ』などで香港映画界きっての怪優としてブレイクしたユン・ワー（元華）が務めた[10]。ユン・ワーは全編に於いてブルース・リーのスタンド・インとジョン・サクソンのハンド・スプリングのスタントも担当。
- 冒頭「Don’t think. FEEL ！（考えるな、感じろ）」とリーに頭を叩かれる師弟は、のちに著名アクション監督となったトン・ワイ（董瑋）[11]。
- 暗闇で最初にリーにのされ、翌朝、ボロに粛清される衛兵役でマース(火星)が登場している。同じく、粛清される衛兵役として、ウー・ミンツァイ(呉明才)も出演しているが、彼は前夜、ウィリアムズが確認したのみでリーとは絡んでいない。完全な濡れ衣である。
- スー・リンに絡むオハラ一味で、橋の上でアンジェラ・マオに抱き付き急所を蹴上げられるのは、彼女の映画[12]での常連者ウィルソン・タン（唐偉成）である。他にも該当シーンではジャッキー映画の常連、タイ・ポー(太保)がおり、彼は宴会のシーンにも登場する。
- 武術指導助手を演じたのはラム・チェンインで、当時まだ21歳だったが、リーからの信頼と実力を認められての抜擢だった。米国公開版ではノンクレジットだが、香港公開版では、リーと共にその名を連ねている。ラムは、助手の他にも、あらゆる場面でのスタントも担当した。大乱闘のシーンで活躍する囚人はほとんどラムである。
- 日本人では松崎真が力士役で出演している。
- 冒頭でリーと会話する方丈を演じたロイ・チャオは、英語を話せる他に小型飛行機を操縦もできるため、島の空中撮影する際に、大きく貢献している。
- ブルース・リーは自身の声の他に広東語を喋るがやも演じている。

### エキストラについて
撮影に参加しているハンの部下のエキストラたちは、近辺にいたチンピラなどを集めて撮影していたため、撮影現場は不穏な空気が漂っていた。撮影中、エキストラたちの中からブルース・リーに勝って名を上げようとする挑戦者が現れたが（ボブ・ウォールの証言）闘志剥き出しのリーに挑戦者は全く為す術が無かった。そのため撮影中に漂っていた不穏な空気は一掃されたという。リーとその挑戦者の戦いは香港側カメラマン＝ヘンリー・ウォンによって撮影されていたが、この作品を見下していたワーナー側では、その他の舞台裏を含む9,000フィート(16ミリなら4時間強程度、8ミリなら10時間程度)に及ぶフィルムは不要と考え、8分間のメイキングフィルムを編集終了後破棄した。

### セット・小道具・衣装について
スタジオ・セットなどはほとんど現地の中国人スタッフによって作られ、プロデューサーのフレッド・ワイントロープもその技術に脱帽するほどだった。
劇中で使用する武器ヌンチャクは日本でブームになったが、リーが使ったものは正確にはタバク・トヨクといわれるフィリピン武術・カリの武器である。リーの親友で弟子のフィリピン系アメリカ人のダン・イノサントがタバク・トヨクをリーに教えたといわれる。
映写室や墓参りのシーンでリーが着用しているスーツは、菊池武夫デザインのビギメンズのものである。リーは、菊池武夫のビギ（BIGI）を好んで着ていた。

### 事故について
ボブ・ウォールが割れたビンでリーに襲いかかるシーンを撮影中、誤ってリーの手首を負傷させるアクシデントが発生。本来このシーンでは飴ガラスを使うはずだったが、この日は手違いで用意がなく、本物のガラスビンを使用したために起こった。リーの出血が酷く、撮影現場は一時騒然となり、前述の事件ですっかりリーに心服していたエキストラ達からはウォールを殺せという声が上がるほどだった。リーはこの前後のシーンでウォールに本気のサイドキックを入れ、ウォールは吹っ飛び後ろに居た共演者は、座っていた椅子が壊れ骨折したが、結局この騒動は監督のロバート・クローズが「ボブは必要な役者だから」と説得して収拾したとクローズ自身の自伝本で語られている。
リーが地下に侵入する際にコブラを捕まえるシーンでも、コブラを掴むタイミングを誤り腕を噛まれた。幸いにも、コブラから毒は抜かれていたので傷だけで済んだ。

### タイトルについて
企画時のタイトルは「BLOOD AND STEEL」「DEADLY THREE」、或いは「HAN'S ISLAND」等となっていたが、実質的なプロデューサーであるリーが、独断で「ENTER THE DRAGON」に変更する。「ENTER THE DRAGON」とは中国語「猛龍過江」の意訳で、元々『最後のブルース・リー/ドラゴンへの道』のために用意されたタイトルであり、同作のスクリプトにもリーの直筆で「猛龍過江-ENTER THE DRAGON」と書かれていて、当時の香港のメディアにも『ドラゴンへの道』のことが「猛龍過江（ENTER THE DRAGON）」と紹介されている。しかし、本作の製作を受けて『ドラゴンへの道』の英題は「THE WAY OF THE DRAGON」と改題された。中国語題「龍爭虎鬥」とは日本には馴染みのない四字熟語で「（複数の）大激闘」という意味であり、同様の題名の映画はこれ以前(以後も)から、多数存在し、戦時下の満映にも同名の映画があるが、当然、本作とは何の関係もない。
前3作は全て、本編中にブルース・リー以外の登場人物がセリフとしてタイトルを口にするシーンが存在したが、本作には英語版、北京語版共にタイトルを口にする登場人物はいない。
因みに『燃えよドラゴン』という邦題は、新撰組を題材にした司馬遼太郎の時代小説『燃えよ剣』のタイトルをヒントにしたもので、配給したワーナーの宣伝部長だった佐藤正二が書店で見かけて命名した。「燃えよ」のフレーズを使うにあたっては司馬の了解を得ていたという。

### カットされたシーンについて
オープニングのために、少女がバイクでトーナメントの招待状を空港に届けるシーンが撮影されたが、結局使用されず幻となった。この黄色いジャケットを着てバイクで香港の町を走り抜ける少女は、のちの完成版オープニングの中で2カットほど見ることができる。このバイク少女を演じたのは当時、ショウ・ブラザースを中心に活躍していた女優＝ティエン・ミ（田蜜）であり、ゲスト出演したにもかかわらずそのシーンは全面カットされ、わずかに残された走行シーンは本人が演じているかどうかもわからなかった。国際版では確認できるその映像もアジア版では差し替えられ、東南アジア版オープニングで「特別客串」という名目でトニー・リュウとともにクレジットされているが、本編では宴会でハンのスピーチ後ハンが最初に投げたリンゴに、小ナイフを空中で突き刺す側近の1人としてアップシーンが見られる。

### 香港公開版のみにあったシーンについて
序盤で、リーが少林寺の方丈に、タオイズムをベースにした截拳道（Jeet Kune Do / JKD〈ジークンドー〉）に関する概念を説明する約3分程度の場面があり、さらにクライマックスの鏡の間の戦いでは、ハンの攻撃に窮地に陥ったリーが、序盤の方丈との会話シーンを想起して目覚め、窮地を打開してハンを倒すきっかけとなる1分弱の場面があった。この場面は香港公開版のみに使用されたが、ワーナーの意向で国際公開版からはカットされていた。1998年に、ワーナー版にこの場面が編入され、「ディレクターズ・カット版」としてソフト発売された。珍しい両面1層ディスク（同じくワーナーの『エクソシスト』も同じ両面タイプである）で、A面に本編、B面に映像特典が収録されている。このシーンは会話の内容を改変して『死亡の塔』にも流用されている。ただし、別テイクである（『死亡の塔』は一見、流用に見える別テイクが多い）。
香港公開版はワーナー版とオープニングが異なる。グリーンのタイトルバックに、リーのアクションが切り絵風アニメーションでリズミカルに動くものであった。さらに香港でのリバイバル上映時には別バージョンのオープニング・タイトルバックが作られており、こちらは撮影時のメイキング映像などが挿入されている。タイトルの字体などには工夫がなく、地味な印象であるが、この映像は香港のVCD盤などで製品化されている。

## 評価
日本も含め世界的な大ヒットとなったが、地元香港では大スター死去の直後にもかかわらず、前作『ドラゴンへの道』（当時の最高興行記録）や『ドラゴン怒りの鉄拳』（当時の最高動員記録）を凌ぐまでには至らなかった。一連の興行成績についてプロデューサーらは「香港や中国の観客は、リーのような細身の田舎者が、日本人や屈強な白人を痛快に叩きのめすような内容の作風を望んでいたから」と分析している。

### 音楽
ラロ・シフリン作曲の印象的なテーマ曲もヒットチャート1位を記録し、日本テレビ系『行列のできる相談所』など、今日に至るまで数多くのTV・ラジオ番組のテーマ曲・コーナーテーマ・BGMなどに重用され続けている。

### 日本での評価
1973年12月に初めて日本公開された時点で、ブルース・リー本人は既に故人となっていた（1973年7月20日死去）が、当時日本では無名同然であった。1970年前半は、カンフーは日本に普及していない頃だったため『空手映画』として宣伝した。真樹日佐夫によると、当初ワーナーは本作品をメインとせず、他と抱き合わせて採算づけるために極真会館へ鑑賞を依頼した。真樹、兄の梶原一騎、大山倍達の3人がワーナー試写室に出向いて鑑賞し、大山は良く評価しなかったが、梶原は「敵味方に関わらず銃を使えなくなる設定が良く、荒唐無稽さがなくて面白い」と絶賛している。日本人に馴染みのない香港映画であることをひた隠しにし、あくまで香港を舞台にしたアメリカ映画であると強調したのは、アメリカでのワーナーの戦略と同じである。『007』シリーズが大ヒットしていた日本では、スパイ映画風のプロットは観やすく受け容れられ、結果としてアメリカを凌ぐ大ヒットに至った。抱き合わせでGH社から輸入されたジミー・ウォング主演の『片腕ドラゴン』が翌年2月に公開される頃には、香港映画に対する観客の敬遠はほとんど無くなっていた。ブルース・リーの影響を受け、東映がカラテ映画を量産した。

## 映像ソフト化
| リリース日    | 収録内容                                                          | 収録日本語音声                                            | レーベル                                       | 規格品番   | 形態                          |
| ------------- | ----------------------------------------------------------------- | --------------------------------------------------------- | ---------------------------------------------- | ---------- | ----------------------------- |
| 2013年7月17日 | ディレクターズカット版                                            | テレビ朝日版、TBS版                                       | ワーナー・ブラザース・ホームエンターテイメント | 1000411125 | Blu-ray 初回限定生産          |
| 2023年9月20日 | UHD BD：ディレクターズカット版、劇場版 BD：ディレクターズカット版 | ディレクターズカット版：テレビ朝日版、TBS版 劇場版：TBS版 | ワーナー・ブラザース・ホームエンターテイメント | 1000829492 | ULTRA HD Blu-ray 初回限定生産 |